# Amaury Chauou
Amaury Chauou, né en 1970, est un historien médiéviste français, spécialiste de l'empire Plantagenêt, du roi Arthur et de la matière de Bretagne.

## Biographie
Élève des classes préparatoires littéraires du lycée Chateaubriand (Rennes) puis du lycée Fénelon (Paris), il entre à l’École normale supérieure de Fontenay-Saint-Cloud (1991), où il obtient l'agrégation d'histoire (1993), avant de consacrer ses premiers travaux à l'histoire religieuse du duché de Bretagne. Il centre ensuite sa réflexion sur la valorisation de la matière de Bretagne par les premiers souverains de la maison Plantagenêt dans le cadre d'un doctorat soutenu à l'Université de Rennes 2, (2000).
Dans sa thèse, Amaury Chauou présente la cour Plantagenêt comme un « carrefour idéologique fréquenté par de talentueux lettrés », exploitant le mythe arthurien au sein d'un ensemble de thèmes et de schémas idéologiques en rapport avec la fonction monarchique, qui ont pu servir la construction politique des Plantagenêts. Ses vues ont été reprises au sein de la communauté des médiévistes. Elles pointent en particulier l'importance de la faveur accordée à certains poètes et hommes de lettres à la cour Plantagenêt, en dehors d'un strict patronage d'historiographes officiels.
Par la suite, Amaury Chauou est revenu sur la figure du roi Arthur pour montrer comment elle pouvait servir la légitimité de la dynastie d'Angleterre en se mêlant avec le mythe des origines troyennes, en vogue dans toutes les cours occidentales à la fin du XIIe siècle. Il participe ainsi du courant explorant l'histoire culturelle du politique par la biographie historique dans le contexte des années 2000.
Professeur de chaire supérieure en classes préparatoires littéraires à Brest puis à Rennes, chercheur associé au Centre de Recherche Bretonne et Celtique (Université de Bretagne Occidentale - EA 4451) et au laboratoire Tempora (Université de Rennes 2 - EA 7468), il est également intervenu auprès du grand public sur l'histoire politique et culturelle des Plantagenêts ou sur celle de la Bretagne médiévale par le biais d'articles de divulgation, d'émissions de télévision,  et de radio, et de conférences.
Il a par ailleurs animé la recherche sur la Bretagne médiévale comme membre fondateur et membre du conseil scientifique du séminaire Histoires des Bretagnes tenu à l'Université de Bretagne Occidentale, dont tous les volumes sont parus aux Presses du Centre de Recherche Bretonne et Celtique.
Amaury Chauou a été à plusieurs reprises membre des jurys du CAPES et de l'agrégation.

## Publications

### Ouvrages
- L'idéologie Plantagenêt : royauté arthurienne et monarchie politique dans l'espace Plantagenêt (XIIe-XIIIe siècles), Rennes, Presses universitaires de Rennes, coll. « Histoire », 2001, 324 p. (ISBN 2-86847-583-3, présentation en ligne).
- Sur les pas d'Aliénor d'Aquitaine, Rennes, Éditions Ouest-France, 2005 (rééd. 2016), 128 p. (ISBN 2-73737-078-7).
- Le Roi Arthur, Paris, Le Seuil, 2009 (rééd. poche 2023), 301 p. (ISBN 2-02084-001-4).
- Les Plantagenêts et leur cour, Paris, Presses universitaires de France, 2019, (rééd. poche 2023), 386 p. (ISBN 2-38388-047-7).

### Direction d'ouvrages
- Religion et mentalités au Moyen-Âge. Mélanges en l'honneur d'Hervé Martin, codirigé avec Sophie Cassagnes-Brouquet, Daniel Pichot et Lionel Rousselot, Rennes, Presses universitaires de Rennes, coll. Histoire, 2003, 604 p.  (ISBN 2-86847-802-6).
- Histoire des Bretagnes tome 4 : Les conservateurs de la mémoire, codirigé avec Hélène Bouget et Cédric Jeanneau, Brest, Éditions du CRBC, 2013, 298 p.  (ISBN 2-90173-798-6).